# АЕС Превлака
Атомна електростанція Превлака (хорв. Nuklearna elektrana Prevlaka) була запланованою атомною електростанцією в Югославії. Мала бути розташована над річкою Сава, поблизу села Превлака, що в теперішній Загребській жупанії на території сучасної Хорватії. Після аварії на Чорнобильській АЕС у 1986 році плани було відкладено.

## Історія та технічна інформація

### Витоки
У 1981 році відбулося об'єднання енергетичних потужностей югославських республік Хорватії та Словенії, і біля Превлаки почали спільно планувати будівництво одноблокової атомної електростанції потужністю 1000—1200 МВт. Станція була частиною проєкту, який включав будівництво п'яти атомних електростанцій у Югославії. Планувалося, що будівництво почнеться в 1985 році, а завершиться зведення станції не пізніше 1992 року.
22 червня 1984 року було оголошено тендер на будівництво атомної електростанції. АЕС Превлака мала стати другою атомною електростанцією в Югославії після АЕС Кршко.
Планувалося побудувати гігаватний реактор з водою під тиском, майже на 300 МВт більший за той, що збудований у Кршеку. У 1986 році Югославія почала шукати іноземних партнерів для позик для фінансування чотирьох нових атомних електростанцій. Однак екологічні та політичні зміни зробили цю програму непривабливою до кінця 1980-х років. Ще однією проблемою стало збільшення зовнішнього боргу, що виникло в результаті цього.
Деякі політики побоювалися, що будівництво нових атомних електростанцій може призвести до суперечки між Сходом і Заходом. Електростанцію Кршко та заплановану електростанцію Превлака фінансували західні партнери, а три інші електростанції в Сербії, Македонії та Чорногорії мав фінансувати Радянський Союз.

### Припинення проєкту
Після аварії на Чорнобильській АЕС у 1986 році хорватський уряд виключив будівництво атомної електростанції з регіонального плану на 1986—1990 роки. Іншою причиною були регіональні суперечки. Тому будівництво було відкладено до 1990-х років. Пізніше обговорювалося, чи можуть греблі на річці Дрина та буре вугілля з внутрішніх поставок замінити ядерну енергетику.

## Інформація про реактори
| Реактор    | Тип реактора   | Продуктивність | Продуктивність | Початок будівництва                                | Підключення до мережі                              | Введення в експлуатацію                            | Закриття                                           |
| Реактор    | Тип реактора   | Нетто          | Брутто         | Початок будівництва                                | Підключення до мережі                              | Введення в експлуатацію                            | Закриття                                           |
| ---------- | -------------- | -------------- | -------------- | -------------------------------------------------- | -------------------------------------------------- | -------------------------------------------------- | -------------------------------------------------- |
| Превлака-1 | Westinghouse M | -              | до 1200 МВт    | Заплановане будівництво було скасовано у 1986 році | Заплановане будівництво було скасовано у 1986 році | Заплановане будівництво було скасовано у 1986 році | Заплановане будівництво було скасовано у 1986 році |